# 야시카 FR
야시카 FR(Yashica FR)은 1976년 출시된 35mm SLR 카메라다. FR과 FR1은 35mm 전문가 및 진지한 아마추어용 카메라 시장에서 경쟁을 위해 처음으로 내놓은 모델이다.

## 사양
- 출시년도: 1976년
- 제조회사: 야시카, 일본
- 몸체: 크롬 또는 블랙
- 랜즈: Contax/Yashica 랜즈들
- 셔터 버튼: 전자마그네틱 셔터 릴리즈 버튼.
- 미터링: TTL 완전 조리개(CdS).
- 셔터: 1/1000 - 1 초, B
- 셀프 타이머: 약 7-10 초
- 플래시: 있음.
- 배터리: 6v PX28 배터리
- 무게: 650 g.
- 치수: 142.5 x 87 x 50